# جيورج كوخ
جورج كوش (بالألمانية: Georg Koch)‏ (3 فبراير 1972 ببيرغيش غلادباخ في ألمانيا - ) هو مدرب كرة قدم ولاعب كرة قدم ألماني في مركز حراسة المرمى. لعب مع أرمينيا بيليفيلد وإنيرجي كوتبوس ورابيد فيينا وفورتونا دوسلدورف ونادي آيندهوفن ونادي دويسبورغ ونادي دينامو زغرب ونادي كايزرسلاوترن و1. FC Kaiserslautern II ‏ وSC Herford ‏ وSpVgg Erkenschwick ‏.

## وصلات خارجية
- جورج كوش على موقع قاعدة بيانات كرة القدم.إي يو (الإنجليزية)
- جورج كوش على موقع بيانات كرة القدم. دي إي (الألمانية)
- جورج كوش على موقع Soccerway.com (الإنجليزية)
- جورج كوش على موقع عالم كرة القدم.نت (الإنجليزية)